# Segle III
El segle III comprèn els anys inclosos entre el 201 i el 300 i suposa un període de gran inestabilitat per a Roma; per això, tota l'època es coneix com a crisi del segle III. La crisi va afectar la política, l'economia i la demografia de l'hemisferi oriental del món i va suposar el principi de la decadència romana.

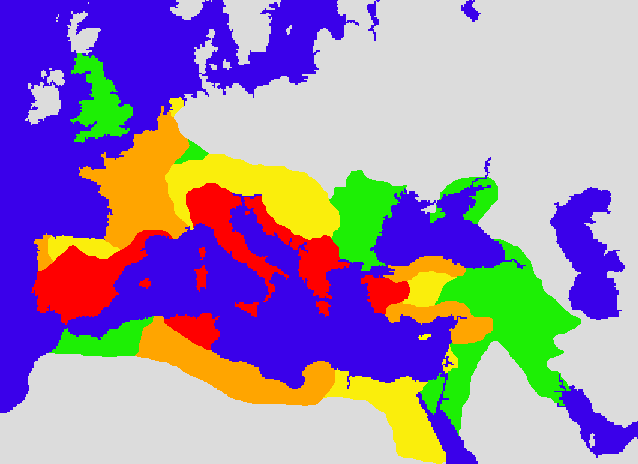
Mapa de l'Imperi Romà a l'any 133 aC (vermell), 44 aC (taronja), 14 dC (groc), i 117 dC (verd)

## Política
L'Imperi Romà es va trobar assetjat per enemics per totes les seves fronteres. Al nord, van començar els pillatges i incursions sistemàtiques dels anomenats bàrbars, especialment els francs, els gots i els alamans. Al sud, es va aturar l'expansió per Àfrica, amb l'excepció de Numídia, que en convertir-se en província imperial va esdevenir un dels grans èxits militars del període. La gran amenaça, però, es trobava a Orient, on els perses eren una potència consolidada. El nou Imperi Sassànida (que ocuparia les terres de Pèrsia fins a la conquesta musulmana segles després) va recuperar part dels territoris perduts pels seus antecessors arsàcides. Després va millorar les defenses i va atacar posicions dels romans, els quals van haver d'invertir creixents sumes de diners i soldats per mantenir el seu imperi, que va quedar dividit en dues meitats, de govern independent, al final del segle iii.
Es va entrar el període dels Tres Regnes a la Xina, després de la batalla dels Penya-segats Rojos, una època de gran inestabilitat i guerres internes després de segles sota el poder dels Han. El Japó va iniciar l'anomenat període Kofun, mentre els pobles mesoamericans començaven la seva era clàssica.

## Economia i societat
La crisi romana té en part el seu origen en l'economia. Cada cop resultava més costós mantenir un exèrcit ocupat en diverses campanyes simultànies contra els bàrbars i una xarxa de províncies governades de manera ineficient, al mateix temps que calia mantenir content el poble de la capital a base de nous jocs i luxes. La crisi va comportar la devaluació de la moneda, que cada cop contenia menys plata. Dioclecià va intentar racionalitzar l'administració, augmentant el nombre i el control sobre les províncies per regular els impostos i el comerç i així fer front a les diverses despeses. Aquesta reforma va contribuir a alleujar la pressió sobre el govern, però va empitjorar les condicions de vida dels camperols, gravats amb més tributs. Aquests es van veure obligats en nombroses ocasions a vendre les seves terres a famílies adinerades que acumulaven terrenys, creant així els precedents del feudalisme.
El canvi social més rellevant del segle és l'extensió de la ciutadania romana a totes les persones lliures de l'imperi des del 212. Això els permetia votar i ser escollides per a diversos càrrecs polítics, decidir sobre el comerç a les seves terres, estar exemptes de determinades càrregues fiscals i transmetre aquests drets als fills.
Es va produir la difusió del blat de moro per tota Amèrica, i fou un dels aliments més usuals del continent durant segles. La població americana va incrementar-se, ajudant a assolir els 257 milions de persones que vivien en tot el món i compensar així el dèficit demogràfic causat per la crisi romana i les guerres frontereres.

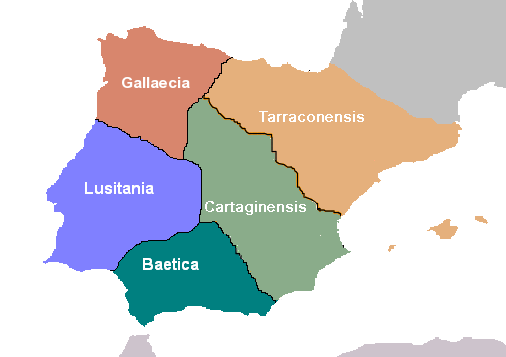
Divisió provincial de Dioclecià

## Invencions i descobriments
Pappos d'Alexandria va perfeccionar algunes de les fórmules de geometria amb relació a la proporcionalitat. Liu Hui va realitzar una nova aproximació del nombre pi, més exacta. Diofant d'Alexandria va escriure el que es considera el primer tractat sistemàtic de l'àlgebra.
Es van inventar les primeres ulleres. Un altre invent destacat és el "carro que sempre apunta al sud" xinès, una espècie de brúixola que ajudava a orientar-se en el mar per una figureta d'un genet pujat a un carro que assenyalava al sud.
Per intentar regular la pràctica de la medicina amb garanties, Roma va començar a expedir llicències als professionals, especialment després d'una pandèmia especialment virulenta.

## Art, cultura i pensament
Les catacumbes es generalitzen com a lloc d'enterrament i generen una autèntica ciutat subterrània a Roma amb galeries i túnels de complicat recorregut. Com que les tombes eren inviolables, van ser usades com a refugi per diversos grups socials perseguits, entre aquests els cristians. Aquests es van continuar expandint i per primer cop un estat, Osroene, va adoptar el cristianisme com a religió oficial. Durant el segle iii predica Mani, afirmant que el món és dual i que al costat d'un Déu bo existeix un ésser maligne que influeix l'ésser humà a partir del seu cos. El polèmic Elagàbal va intentar instaurar una nova religió a Roma de culte al sol, venerat per les legions, i per aquest motiu va construir força temples. Però, sens dubte, una de les fites artístiques del segle iii són les termes de Caracal·la.
En el camp de la filosofia destaca Plotí, pensador que creia en un U superior a tot del qual emanava el món (identificat amb la divinitat) i que va recuperar part de l'ensenyament platònic per a la filosofia cristiana. També cristià era Orígenes, gran traductor, que va argumentar que la fe havia de precedir la raó, com a do d'un Déu trinitari que havia creat tot del no-res. Continua escrivint Tertul·lià, el qual va negar les idees paganes que podien contradir la religió. Per contra, Diògenes Laerci es va decantar pels resums divulgatius de les vides i idees clau dels filòsofs grecs clàssics.
Es crea l'alfabet rúnic, en el qual es van començar a escriure himnes i mites germànics.